# Dust Bowl

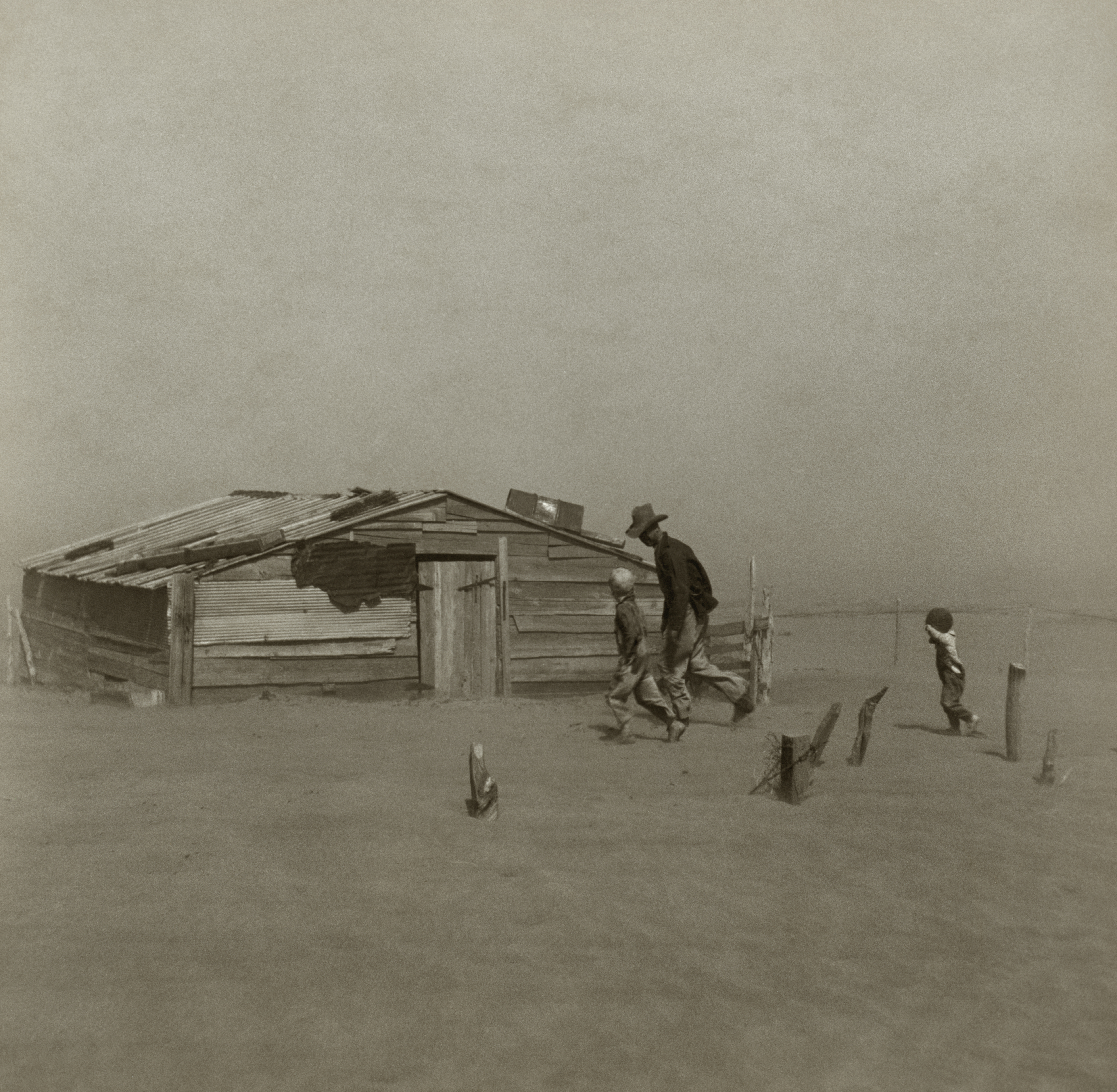
Một người nông dân cùng hai đứa con chứng kiến một cơn bão gió bụi đang quét qua. Ảnh chụp tại Quận Cimarron, Oklahoma, 1936. Tác giả: Arthur Rothstein

Sự kiện Dust Bowl, còn gọi là Thập niên Ba mươi Dơ bẩn (Dirty Thirties) hay Sự kiện Cơn bão Đen là một giai đoạn lịch sử ở Hoa Kỳ và Canada, nổi bật với hiện tượng rất nhiều cơn bão và lốc cuốn theo nhiều cát bụi hoành hành ở các đồng cỏ tại khu vực Bắc Mỹ, gây ra nhiều thiệt hại nghiêm trọng cho hệ sinh thái và nông nghiệp trong khu vực. Hạn hán nghiêm trọng cũng như việc thiếu khả năng áp dụng các biện pháp canh tác trên đất khô hạn được cho là đã gây ra tình trạng này. Cũng cần phải kể đến việc canh tác sai lầm tại vùng Đại Bình nguyên Bắc Mỹ trong thập kỷ trước đó, ví dụ như cày bừa quá kỹ ở tầng đất mặt đã tiêu diệt các loài cây cỏ bản địa vốn có hệ thống rễ sâu rông giúp giữ đất và nước ngay cả trong điều kiện hạn hán và nhiều gió bão. Quá trình cơ khí hóa diễn ra mạnh mẽ và việc ứng dụng sâu rộng các công cụ canh tác tiên tiến, đặc biệt là máy kéo cỡ nhỏ chạy bằng xăng và máy gặt đập liên hợp đã ảnh hưởng mạnh tới quyết định chuyển đổi các vùng đồng cỏ khô hạn (phần lớn chúng nằm trong khu vực có lượng mưa không quá 10 inch (250 mm) hàng năm) thành đất canh tác.
Trong những đợt hạn hán trong thập niên 1930, lớp đất mặt không được giữ chặt vào nền đất phía dưới đã bị gió thổi tung lên và trở thành bụi bay khắp nơi thành từng đám lớn trông như mây, có khi làm đen kín cả bầu trời. Những cụm bụi đen đó - được gọi là "cơn bão đen" (black blizzard) hay "cơn sóng đen" (black roller) - có khi bay tới tận các khu dân cư vùng duyên hải phía Đông Hoa Kỳ tỉ như Thành phố New York hay Washington, D.C., và thường làm giảm tầm nhìn của cư dân xuống còn một mét hay thậm chí còn thấp hơn. Ở Oklahoma, những trận bão đen kín trời làm tầm nhìn giảm xuống con số không đúng nghĩa, và mọi thứ bị bụi phủ kín. Số đất bị gió thổi bay mất được cho là còn nhiều hơn so với số bùn đất bị sông Mississippi cuốn ra biển. Phóng viên của hãng tin Associated Press, Robert E. Geiger trong bài phóng sự ở Thành phố Boise, Oklahoma về cơn bão bụi ngày 14 tháng 4 năm 1935, gọi ngày hôm ấy là "Chủ Nhật Đen" (Black Sunday); Edward Stanley, biên tập viên của Associated Press tại thành phố Kansas đã dùng thuật ngữ "Dust Bowl" khi biên tập lại bài phóng sự của Geiger.
Nạn hạn hán và xói mòn đất trong sự kiện Dust Bowl đã gây ảnh hưởng đến 100.000.000 mẫu Anh (400.000 km2) tại vùng cán xoong của các bang Texas, Oklahoma và lan sang các vùng lân cận tại các bang New Mexico, Colorado, Kansas. Hàng vạn gia đình nông dân đã buộc phải rời bỏ trang trại và ruộng đất của mình vì sự kiện này. Nhiều người trong số họ có gốc gác từ vùng Oklahoma (được gọi là những người Okie) di tản xuống vùng California và các bang khác mong tìm được cơ hội sống tốt hơn, nhưng thất vọng vì tình trạng sống ở những vùng này - vốn đang hứng chịu cuộc khủng hoảng kinh tế trầm trọng trong giai đoạn 1929-33 - cũng chẳng khá gì hơn mấy. Nhà văn John Steinbeck đã viết các cuốn tiểu thuyết Chùm nho uất hận và Của Chuột và Người nói về cuộc sống cùng cực của các di dân này. Đó là còn chưa kể hàng trăm hay hàng nghìn cư dân địa phương bị chết do ngộp bởi khói và bụi. Hậu quả nặng nề của sự kiện này đã góp phần làm trầm trọng thêm cuộc khủng hoảng kinh tế, và Walter Schmitt đã gọi những sự kiện này là "cú đánh kép bất ngờ" của hạn hán và khủng hoảng.
Sự kiện Dust Bowl cùng với cuộc Đại Khủng hoảng kinh tế đã phơi bày khía cạnh đen tối của chủ nghĩa thầu khoán, khi mà người kinh doanh chỉ biết đến lợi ích cá nhân và ngắn hạn, bỏ mặc lợi ích lâu dài của cả cộng đồng và của môi trường, sinh thái. Những hệ quả to lớn của nó đã khiến chính phủ Hoa Kỳ thực thi chương trình cải tổ "Chính sách mới" (New Deal), trong đó có những biện pháp nhằm thay đổi phương pháp canh tác và bảo tồn đất đai trong vùng, ngăn chặn một thảm họa mới có thể xảy ra khi thị trường kinh tế và môi trường một lần nữa lại sụp đổ.

## Bối cảnh và nguyên nhân

### Tóm tắt
Nói ngắn gọn, nguyên nhân của sự kiện bão bụi trong giai đoạn này bắt nguồn từ phương pháp làm nông cũ kỹ và việc canh tác ồ ạt, vô tội vạ khiến đất bị cày cuốc quá mức, thảm thực vật bản địa bị tiêu diệt làm cho lớp đất mặt quá khô, không còn được cây cối giữ chặt xuống nền đất khiến cho các cơn gió mạnh thổi tung lớp đất mặt đi khắp nơi gây ra những trận bão bụi quy mô khổng lồ. Đợt hạn hán lớn trong thập niên 1930 đã châm ngòi cho những cơn bão bụi đó, khi hạn hán làm đất càng thêm khô và dễ bị thổi bay hơn.
Phải nói người dân đã không hiểu biết kỹ về những khó khăn của vùng Đại Bình nguyên, về điều kiện khí hậu, thổ nhưỡng của nó và những sai lầm, khuyết điểm trong phương pháp làm nông truyền thống vốn thích hợp hơn với các vùng đất ở phía Đông. Các báo cáo chính thức về tiềm năng nông nghiệp rất ít ỏi và thường dẫn đến kết luận tiêu cực về khả năng kinh tế của vùng, tuy nhiên những tin đồn thổi phóng đại và sai sự thực thì có rất nhiều nhằm mục đích "quảng cáo" và khuyến khích người dân di cư sang miền Tây. Những giai đoạn ẩm ướt và mưa nhiều bất thường cũng khiến người dân lờ đi các nguy cơ và khó khăn do khí hậu khô hạn trong vùng, và gây nên ảo tưởng kéo dài về việc thời tiết sẽ khá hơn và mưa sẽ dần nhiều lên. Thiệt hại do giá sản phẩm giảm và chi phí do việc cơ khí hóa cũng khiến người dân ồ ạt khai hoang vỡ hóa vô tội vạ - ngay cả ở những thửa đất xấu và "khó nhằn" - cũng như sử dụng các phương pháp canh tác gây hại cho đất - nhưng lại rẻ tiền hơn. Hệ quả là đất đai trong vùng đã bị suy kiệt, bào mòn bởi những phương pháp làm nông sai lầm, và trở thành một trong những nguyên nhân chính khiến đất bị khô, dễ bị xói mòn và gây ra các cơn bão bụi khổng lồ.

### Chi tiết
Trong quá trình khai phá vùng Đại Bình nguyên Bắc Mỹ trước đây, khu vực xảy ra sự kiện Dust Bowl vốn được cho là không phù hợp với cách canh tác nông nghiệp kiểu châu Âu. Vùng đất đó được gọi là Đại Hoang mạc Mỹ với nguồn nước và lượng gỗ có sẵn rất ít ỏi cộng với mùa đông lạnh, mùa hè nóng và lượng mưa cực kì thấp, khiến cho nó ít tỏ ra hấp dẫn hơn các vùng lân cận đối xét trong lãnh vực nông nghiệp và lập đồn điền. Tuy nhiên, trong những giai đoạn sau đó, có nhiều nguyên nhân khiến vùng Đại Bình nguyên trở thành điểm đến mong muốn của nhiều nông dân và việc canh tác diễn ra ồ ạt ở mức độ chưa từng thấy. Có thể tóm tắt một số yếu tố đó là các đạo luật cấp đất đai cho nông dân với giá rẻ, giai đoạn ẩm ướt bất thường tạo điều kiện thuận lợi cho canh tác, kết hợp với thị trường ngũ cốc trở nên hấp dẫn trong Chiến tranh thế giới thứ nhất, và việc cơ khí hóa làm năng suất tăng vọt lên rất cao.
Việc khai khẩn và lập các khu dân cư tại đây đã được khuyến khích bởi Đạo luật Cấp đất cho người di cư (Homestead act) ban hành năm 1862. Năm 1865, Nội chiến Hoa Kỳ kết thúc và bốn năm sau, Tuyến Đường sắt Liên lục địa Thứ nhất được hoàn thành, các sự kiện đó đã khơi mào cho những đợt sóng di dân ồ ạt vào vùng Đại Bình nguyên và dĩ nhiên, việc canh tác đất nông nghiệp diễn ra mạnh mẽ. Giai đoạn ẩm ướt bất thường diễn ra trong thời gian đó tại vùng Đại Bình nguyên khiến dân di cư và chính quyền Liên bang nảy sinh ảo tưởng về "trời sẽ mưa sau khi cày" (rain follows the plow, một câu nói thông dụng trong giới bảo trợ bất động sản) và ảo tưởng về việc khí hậu trong vùng sẽ vĩnh viễn khá lên. Trong khi việc canh tác ban đầu chủ yểu diễn ra dưới dạng lập các trại chăn nuôi gia súc, năm 1886 mùa đông trở nên khắc nghiệt gây ảnh hưởng xấu đến vật nuôi, rồi cộng thêm một đợt hạn hán ngắn năm 1890 và hậu quả của việc chăn thả quá mức kéo dài khiến cho cán cân dần nghiêng về việc sử dụng đất làm nơi trồng trọt, cày cấy.
Nhận thức được những khó khăn trong việc canh tác tại khu vực đất khô hạn ở vùng biên, chính quyền Hoa Kỳ tiến hành những sửa đổi trong việc cấp 160 mẫu Anh đất ruộng theo điều khoản của đạo luật cấp đất: Đạo luật Kinkaid ban hành năm 1994 cấp 640 mẫu cho dân di cư ở 37 quận Tây Bắc Nebraska, và đạo luật cấp đất mở rộng năm 1909 cấp 320 mẫu cho các di dân định cư ở những vùng khác của khu vực Đại Bình nguyên, mục tiêu áp dụng là các vùng đất canh tác khô. Làn sóng dân nhập cư từ châu Âu tới khu vực này bắt đầu diễn ra từ đầu thế kỷ 20, và một giai đoạn ẩm ướt bất thường khác trong thập niên 1910 và 1920 tại Đại Bình nguyên một lần nữa củng cố ảo tưởng về việc: các khu vực nửa khô hạn tại đó từ nay hoàn toàn có thể phù hợp cho việc canh tác nông nghiệp quy mô lớn - lần này được sự hỗ trợ mạnh mẽ bởi các tiến bộ lớn lao về kỹ thuật, thí dụ việc cơ khi hóa trong quá trình canh tác tỉ như sự xuất hiện của máy cày và máy gặt đập liên hợp. Ảnh hưởng của Cách mạng Nga và Chiến tranh thế giới thứ nhất khiến cho giá nông sản tăng vọt và kích thích các nông dân tăng cường canh tác ồ ạt hơn nữa. Ví dụ, như tại vùng Đồng bằng Cọc rào (Llano Estacado hay Staked Plain) tại phía Đông New Mexico và Tây Bắc Texas, diện tích đất nông nghiệp tăng gấp đôi trong giai đoạn 1900-20 và gấp ba trong giai đoạn 1925-30.
Có điều, phương pháp canh tác thời bấy giờ khiến cho đất đai dễ bị xói mòn nghiêm trọng trong một số điều kiện môi trường nhất định. Việc chuyển đổi đất hoang thành đất nông nghiệp diễn ra rộng khắp bằng phương pháp cày sâu cuốc bẫm và các phương pháp làm đất khác khiến các loài cây cỏ bản địa bị hủy diệt gần như toàn bộ, mà các cây cỏ này lại có tác dụng quan trọng trong việc giữ đất và giữ nước trong mùa khô hạn. Thêm vào đó, chủ các đồn điền trồng bông gần như "bỏ không" đất trong suốt mùa đông - mà đây lại là thời điểm gió bão thổi mạnh nhất ở vùng Đại Bình nguyên - cộng với việc đốt bỏ rơm rạ trên ruộng sau khi thu hoạch - nhằm mục đích trừ cỏ dại - khiến lớp đất mặt, thảm cây cỏ bề mặt và hàm lượng chất hữu cơ trong đất ngày càng hao hụt nghiêm trọng.
Thế rồi một đợt hạn hán nặng giáng xuống vùng Đại Bình nguyên trong thập niên 1930, đây được cho là giai đoạn hạn hán nghiêm trọng nhất và kéo dài nhất từng được biết đến với 80 phần trăm diện tích nước Mỹ chịu điều kiện thời tiết cực kì khô hạn trong năm 1934. Trong điều kiện hạn hán, phương pháp canh tác cũ trở nên càng ngày càng gây nhiều rủi ro và tác hại. Hạn hán làm lớp đất mặt trở nên khô giòn, dễ bở vụn và ở vài nơi nó trở thành bột mịn đúng nghĩa đen. Lúc này thảm thực vật bản địa không còn để mà giữ đất, và các cơn gió mạnh quét qua vùng bình nguyên đã mặc sức thổi tung lớp đất mặt này lên, gây ra các cơn bão bụi khổng lồ, mở màn cho thời kỳ "Dust Bowl". Rõ ràng, đất bị cày bừa quá kỹ là nơi phát sinh bụi lớn hơn rất nhiều so với đồng cỏ chưa được canh tác.

## Vị trí và diễn biến
| “                                      | Để tôi nói cho các bạn biết nó như thế nào. Tôi không cần biết ai mô tả sự kiện đó với bạn, vì không ai có thể miêu tả nó tồi tệ hơn những sự thật đã xảy ra. Và không có ai phóng đại nó cả, chuyện đó không thể nào có thể phóng đại được. Nó vốn dĩ đã tồi tệ tới như thế rồi. | ” |
| — Don Wells, Thành phố Boise, Oklahoma | |   |

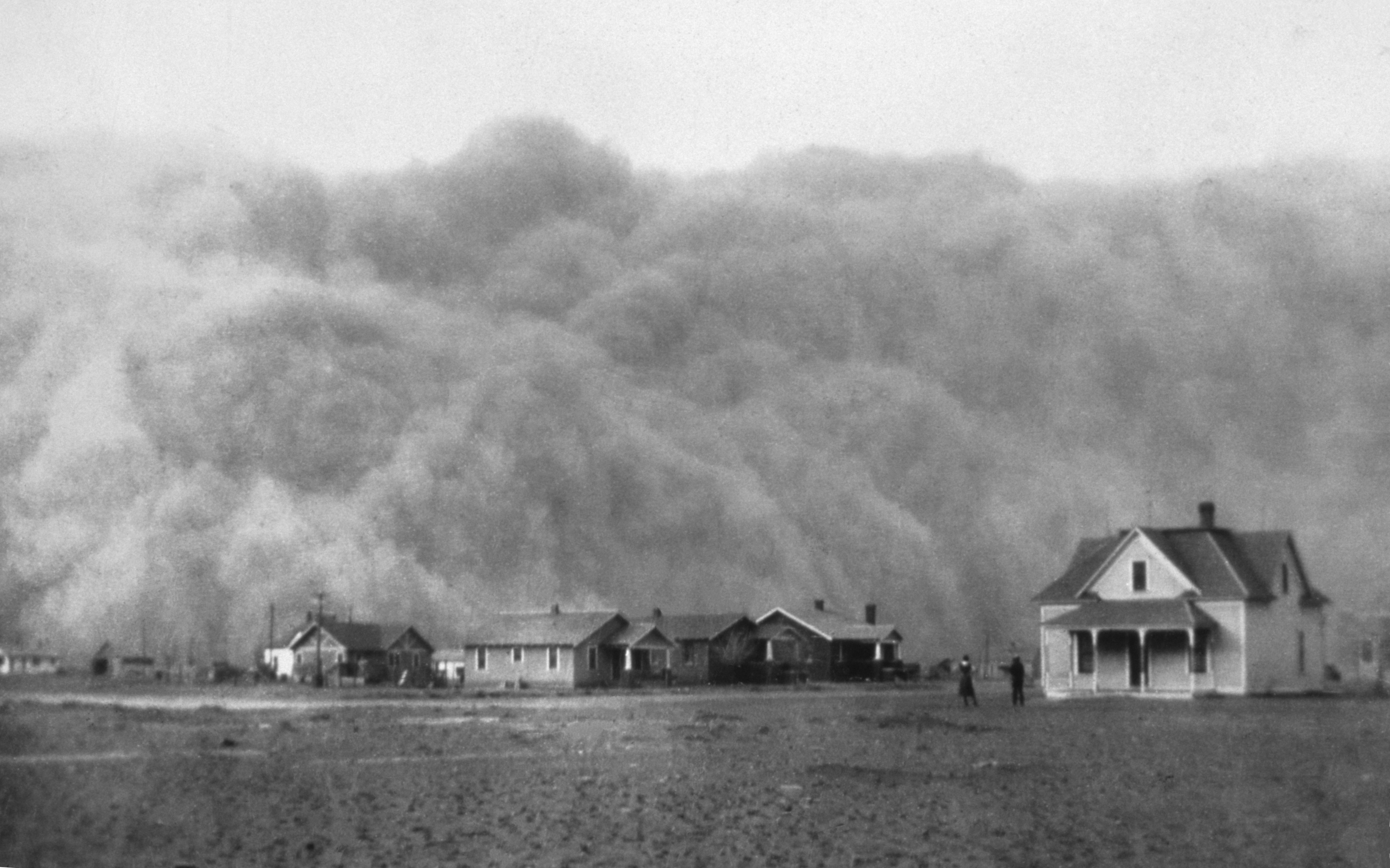
Một cơn bão bụi tại Stratford, Texas, năm 1935.

Một cơn bão bụi tại Spearman, Texas vào ngày 14 tháng 4 năm 1935

Những cơn bão bụi diễn ra chủ yếu ở phía Tây của 100 độ Kinh Tây tại vùng Bình nguyên Cao (High Plains) - một khu vực thuộc Đại Bình nguyên Bắc Mỹ, nơi có địa hình đồi núi ở phía Bắc và bằng phẳng hơn ở vùng Đồng bằng Cọc rào Llano Estacado, với độ cao từ 2.500 foot (760 m) ở pía Tây cho tới 6.000 foot (1.800 m) tại chân của dãy Rocky. Khu vực có khí hậu nửa khô hạn, lượng mưa hàng năm dưới 20 inch (510 mm) vừa đủ để cung cấp môi trường sống cho các đồng cỏ mọc thấp trong khu vực. Vùng này cũng thường bị các đợt hạn hán kéo dài xen kẽ với những giai đoạn ẩm ướt bất thường. Trong thời kỳ ẩm ướt, đất đai màu mỡ ở đây cho phép sản lượng nông nghiệp tăng lên rất cao, nhưng thời kỳ khô hạn thì năng suất sụt xuống rất thấp. Vùng Đại Bình nguyên cũng là nơi có rất nhiều gió mạnh. Chính vì vậy, khi hạn hán giáng xuống trong thập niên 1930, các thửa ruộng đào xới quá kỹ và bị bỏ không là mục tiêu dễ ngắm của gió bão. Chất đất mịn của Đại Bình nguyên cực kì dễ bị xói mòn và dễ bị thổi bay đi xa bởi các cơn gió mạnh trong khu vực. Bụi tích tụ trong các cơn gió như thế trở thành các cơn bão khổng lồ, mỗi năm càng lúc càng mạnh, thổi bay hàng triệu tấn đất, phủ đất cát đầy các trang trại và nhà cửa trong khu vực và mang bụi đi khắp cả nước Mỹ.
Sự kinh khủng của những cơn bão bụi trong sự kiện này được cho là ở mức độ chưa từng thấy trong lịch sử Hoa Kỳ. Năm 1932 có 14 cơn bão ở cấp độ địa phương, năm 1933 có 38 cơn bão, 1934 có 22 cơn, 1935 có 40 cơn, 1936 có 68 cơn, 1937 có 72 cơn, 1938 có 61 cơn, 1939 có 30 cơn, 1940 và 41 mỗi năm có 17 cơn. 100 mẫu Anh ruộng đất đã bị ảnh hưởng bởi bão trong năm 1935. Nhà cửa chìm ngập trong hàng đống đất cát, máy móc bị đá sạn làm cho hư hỏng hết, các cửa nẻo đều phải bịt kín bởi giẻ rách. Trong số những đợt gió bụi, có trường hợp khá nhẹ chỉ cuốn cát thành đụn đóng trong các hàng rào và mương hào, nhưng có những cơn "bão đen" khổng lồ cao tới 7.000 đến 8.000 foot (2.134 đến 2.438 m) đi kèm với sấm sét. Ngày 11 tháng 11 năm 1933, một cơn bão cực mạnh cuốn phăng lớp đất bề mặt quá khô của các trang trại bang Dakota Nam. Tiếp đến, ngày 9 tháng 5 năm 1934, một trong những trận bão kinh khủng nhất, kéo dài hai ngày, đã cuốn đi vô số đất đai của vùng Đại Bình nguyên. Khói bụi bay tới tận Chicago và ném xuống đây 12.000.000 pound (5.443.108 kg) đất cát. Hai ngày sau, cơn bão đó mang bụi mù đến các thành phố ở tận duyên hải phía Đông, tỉ như Buffalo, Boston, Cleveland, New York, và cả thủ đô Washington, D.C. Mùa đông 1934-35, tuyết đỏ rơi xuống New England Ở Amarillo, Texas, năm 1935 là thời khắc tồi tệ nhất với tổng cộng 908 giờ bão bụi. Trong bảy lần, tầm nhìn giảm xuống con số không, trong đó có một lần bão bụi che phủ bầu trời suốt 11 giờ liền. Một cơn bão khác hoành hành suốt 3 ngày rưỡi. Ngày 14 tháng 4 năm 1935, ngày được gọi là "Chủ Nhật đen tối", 20 "cơn bão đen" tồi tệ nhất quét qua toàn bộ vùng Đại Bình Nguyên từ miền Nam Canada tới tận Texas, gây thiệt hại nghiêm trọng cho khu vực và biến ngày thành đêm; những người chứng kiến nói rằng đôi khi tầm nhìn của họ giảm xuống không tới năm foot. Phóng viên của Associated Press tại Denver, Robert E. Geiger đã tường thuật lại sự kiện đó tại Thành phố Boise, Oklahoma. Bài viết của ông xuất hiện trên báo với thuật ngữ "Dust Bowl" do biên tập viên Edward Stanley ở thành phố Kansas sử dụng để miêu tả những cơn bão bụi mà Geiger tường thuật.

## Hậu quả

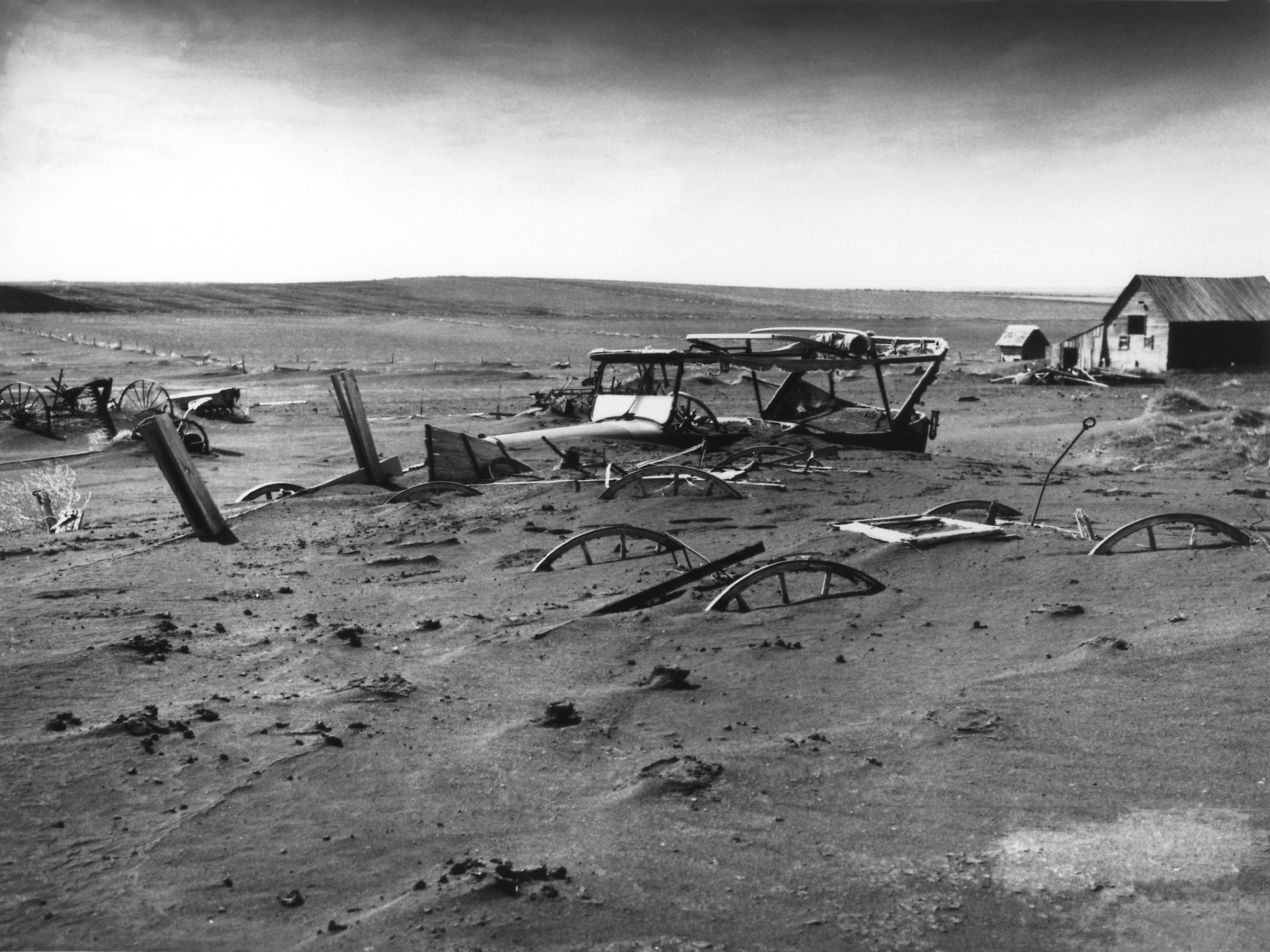
Máy móc và xe cộ bị vùi trong cát bụi ở một kho thóc tại Dallas, South Dakota. Ảnh chụp tháng 5 năm 1936.

Thảm họa của Dust Bowl làm trầm trọng thêm tai vạ mà cuộc Đại Khủng hoảng giáng xuống khu vực. Nó được mô tả như là một trong những thiên tai kinh khủng nhất trong vòng 350 năm.

### Ảnh hưởng đến kinh tế và nông nghiệp
Những cơn bão của sự kiện Dust Bowl đã gây xói mòn dữ dội ở đất nông nghiệp tại những vùng nó quét qua. Hơn 30 triệu hécta đất ở Texas, Kansas, Oklahoma, Colorado bị hư hại nặng nề. Ở nhiều vùng, hơn 75% lượng đất ở tầng mặt đã bị cuốn đi tính đến thập niên 1930. Ở những vùng khác có những con số mất mát khác hơn và thiệt hại giữa các vùng cũng khác nhau khá nhiều. Trong thời gian ngắn, xói mòn đất làm giảm năng suất nông nghiệp và kéo theo đó là giảm giá trị của đất đai, tuy nhiên việc phân bổ đất đai có thể thay đổi theo thời gian, trong đó bao hàm các yếu tố chuyển đổi mục đích sử dụng đất và dân số trong vùng suy giảm, dẫn đến sự phục hồi về giá thuê đất và giá trị đất.
Các thiệt hại ở những vùng bị xói mòn nhiều thì có tác động lâu dài hơn. Cho tới năm 1940, giá trị đất nông nghiệp những vùng bị xói mòn nhiều nhất đã sụt giảm mạnh (và vĩnh viễn), cụ thể giá trị đất nông nghiệp trên một mẫu Anh tại các vùng xói mòn nặng giảm 28%, tại các vùng xói mòn vừa giảm 17%, so với sự thay đổi giá trị đất ở các vùng ít xói mòn. Đồng thời, sự sụt giảm năng suất và hoa lợi ở những vùng xói mòn nghiêm trọng không những nặng nề mà còn rất dai dẳng: các thống kê cho thấy ngay cả việc điều chỉnh canh tác ở các vùng xói mòn nặng chỉ có thể phục hồi chưa tới 25% tổn thất nguyên thủy về nông nghiệp tại những nơi đó.
Một nguyên nhân khiến thiệt hại kinh tế kéo dài là do người nông dân chậm thay đổi phương pháp canh tác để phù hợp với điều kiện xói mòn nặng, tỉ như chuyển từ trồng ngũ cốc sang chăn nuôi và trồng cỏ, ít nhất là trong giai đoạn Đại Khủng hoảng cho đến tận thập niên 1950 thì việc điều chỉnh canh tác vẫn còn chậm. Người ta nhiều nguyên nhân cho sự chậm trễ này, có thể là do các trại chủ chưa ý thức được lợi ích của việc thay đổi cách làm nông, nhưng cũng có thể là do việc thiếu hụt vốn để chuyển đổi cơ cấu sản xuất, gây ra bởi tỉ lệ phá sản và làm ăn thất bát rất cao của các ngân hàng trong khu vực này khiến người dân không thể tiếp cận được với nguồn vốn để thay đổi phương pháp canh tác. Đồng thời, lợi nhuận thu được do việc thay đổi cây trồng và canh tác không khác bao nhiêu so với trước đó, vì vậy cho dù người nông dân nhận thức được lợi ích thật sự của công cuộc "cải tổ", họ cũng không có mấy động lực để tiến hành chương trình này.
Hạn hán trong thời gian diễn ra Dust Bowl được cho là sự kiện thiên tai gây thiệt hại kinh tế đứng hàng thứ hai trong lịch sử nước Mỹ, chỉ đứng sau đợt hạn hán nặng trong giai đoạn 1988-89. Do thiệt hại diễn ra ở quy mô quá lớn, ảnh hưởng cộng hưởng với cuộc Đại Khủng hoảng, giai đoạn phục hồi kinh tế nhanh chóng sau đó khi Chiến tranh thế giới thứ hai bắt đầu, và các phương pháp thống kê thiệt hại kinh tế thời đó còn sơ khai, việc định lượng chính xác những hậu quả kinh tế của Dust Bowl là rất khó khăn. Tuy nhiên, một điều chắc chắn là sự kiện này đã góp phần đáng kể gây ra tình trạng hỗn loạn quy mô lớn ảnh hưởng nghiêm trọng đến kinh tế cả nước Mỹ. Thiệt hại nặng nề do những trận hạn hán liên quan đến Dust Bowllà nguyên nhân chính khiến chính phủ Hoa Kỳ gấp rút thi hành gói cứu trợ kinh tế cho vùng Đại Bình nguyên trong thập niên 1930.
Ảnh hưởng cộng hưởng của sự kiện Dust Bowl và Đại khủng hoảng cho thấy mặt trái của chủ nghĩa thầu khoán, khi người kinh doanh chỉ chăm chăm chú ý đến lợi ích nhỏ lẻ, cá nhân, ngắn hạn và bỏ mặc nguy cơ về thiệt hại lâu dài cho cả cộng đồng do mình gây ra.

### Ảnh hưởng đến cư dân
| “                                                    | Đất đai đã bị thổi bay đi mất rồi, và chúng ta phải di cư tới nơi khác mà thôi. | ” |
| — Một mục sư ở Kansas phát biểu vào tháng 6 năm 1936 |                                                                                 |   |

Một gia đình di dân sống trong một chiếc xe moóc tại một vùng đồng trống.

Năm 1935, nhiều gia đình buộc phải rời bỏ ruộng đất vì hạn hán kéo dài (đến 4 năm) và di cư đến nhiều nơi khác tìm kế sinh nhai. Người dân ở các vùng Texas, Oklahoma và các vùng khác của Đại Bình nguyên phải bồng bế nhau đến các vùng lân cận. Hơn 500.000 người trở nên vô gia cư. Hơn 350 ngôi nhà bị phá hủy sau mỗi trận bão. Nhiều người phá sản, nợ nần phải thế chấp nhà cửa, nhiều người khác bỏ nhà ra đi vì không thể nào sinh sống được tại địa phương. Trong giai đoạn đỉnh cao của việc "mất nhà cửa" năm 1933-34, một phần 10 số trang trại phải chuyển đổi người sở hữu, một nửa trong số trường hợp đó là do bị bắt buộc. Ngay cả gói cứu trợ của chính phủ hầu trong nhiều trường hợp cũng không giúp họ bám trụ lại được. Nhiều người di cư về miền Tây để tìm việc làm, trong số đó có những người di cư trên những chiếc xe cũ nát chứa vài món đồ tùy thân cùng với vợ con. Nhiều người khác, nhất là cư dân vùng Kansas và Oklahoma, chết vì suy dinh dưỡng hoặc viêm phổi do bụi, đặc biệt là những trường hợp dễ thương tổn như người già, trẻ em hay người có tiền sử bị hen suyễn. Ngay cả gia súc và thú hoang cũng bị ngộp thở và bị mù do bão. Các biện pháp cứu trợ chỉ mang tính tạm thời và rất thô thiển, tỉ như phân phát mặt nạ chống độc hay bịt kín các khe cửa bằng giẻ lau.
Sự kiện Dust Bowl đã gây ra cuộc di cư lớn nhất lịch sử Hoa Kỳ, khiến dân số nhiều nơi sụt xuống một cách thê thảm: vùng ngoại ô xung quan Boise, Oklahoma mất đến 40% dân cư do hậu quả của sự kiện này. Cho đến năm 1940, 2,5 triệu người phải di tản khỏi vùng Đại Bình nguyên; trong đó 200.000 người di tản đến California. Chỉ trong vòng 1 năm, bang này đã phải tiếp nhận 86.000 người di cư. Con số này thậm chí còn lớn hơn số di dân đến Cali vào năm 1849 do ảnh hưởng của cơn sốt tìm vàng. Nhiều gia đình phải bỏ quê hương vì nhà cửa và ruộng đất của họ đã bị ngân hàng tịch thu để thế nợ. Người di cư thường bị gọi dưới các biệt danh "Okie" (người gốc Oklahoma), "Arkie" (Arkansas), "Texies" (Texas), mặc dù nhiều người trong số họ cũng có nguồn gốc từ các bang khác như Missouri, Iowa, Nebraska, Kansas, Colorado, New Mexico. Những cái biệt hiệu như vậy cũng được dùng trong thập niên 1930 để chỉ những người bị tán gia bại sản và phải vật lộn để sinh tồn trong cuộc Đại Khủng hoảng kinh tế. Tất nhiên, một phần trong số dân di cư chỉ phải di chuyển đến các thành phố lân cận hay các vùng gần đó mà thôi. Dầu sao, đợt di cư khổng lồ này khiến tỉ lệ dân "bản địa" so với dân nhập cư ở các bang vùng Đại Bình nguyên trở nên gần bằng nhau.
James N. Gregory đã nghiên cứu các số liệu ghi nhận bởi Cục Thống kê Hoa Kỳ cùng nhiều khảo sát khác và ông phát hiện ra nhiều điều bất ngờ. Ví dụ, năm 1939 khi Cục Kinh tế Nông nghiệp khảo sát về nơi ở của 116.000 gia đình di cư đến California trong thập niên 1930, họ nhận thấy chỉ có 43 phần trăm của những cư dân miền Tây Nam bắt tay vào canh tác nông nghiệp ngay khi họ đặt chân tới vùng đất mới. Gần một phần ba dân di cư là các chuyên gia hoặc các "công nhân cổ trắng" tay nghề cao. Thật vậy, kinh tế suy sụp khiến nhiều thành phần cư dân khác đi cùng những nông dân phá sản tới California, trong đó có nhiều thầy giáo, luật sư, doanh nhân nhỏ cùng với gia đình của họ. Sau khi kinh tế phục hồi, nhiều người trở về nguyên quán, nhưng nhiều người khác đã định cư hẳn tại nơi ở mới. Khoảng 1/8 dân số California là người "gốc Oklahoma".
Cuộc sống của những di dân này vô cùng khó khăn ở nơi ở mới. Ví dụ, các điền trang ở California đều thuộc quyền sở hữu của các công ty lớn, sử dụng các công nghệ rất hiện đại và các loại cây trồng mới mà người di dân chưa thể quen cách sử dụng, vì vậy việc làm nông, canh tác ở nơi ở mới là điều gần như không tưởng. Họ đi làm thuê trong các vườn nho và bông với mức lương bèo bọt, khoảng từ 0,75 đến 1,25 Mỹ kim mỗi ngày, sống trong các túp lều tạm bợ với giá thuê 0,25 Mỹ kim/ngày, và phải mua thực phẩm với giá cắt cổ. Số di dân nhiều mà công việc thì ít, và họ còn phải cạnh tranh với các nhân công gốc México, khiến 120.000 người Mễ phải hồi hương trong thập niên 1930. Thêm vào đó, giới chủ đồn điền còn phái cảnh sát tới đánh đập, đàn áp, đốt phá nhà cửa của dân di cư, vu khống họ là cộng sản. Điện là con số không, nước bẩn thỉu, hệ thống xử lý rác rưởi không có, môi trường sống mất vệ sinh, các loại thương hàn, sốt rét, đậu mùa, lao mặc sức hoành hành. Về sau, người di dân đã tự dựng được các lán lều ọp ẹp từ rác và phế liệu, và dần dần xây được các căn nhà tử tế, tìm cách hòa nhập vào cộng đồng địa phương, tuy nhiên họ vẫn tiếp tục chịu sự kì thị và bất công trong một thời gian tiếp theo nữa.

## Phản ứng của Chính phủ Hoa Kỳ
Trong 100 ngày cầm quyền đầu tiên của Tổng thống Franklin D. Roosevelt trong năm 1933, chính phủ Hoa Kỳ đã thực thi các đề án nhằm bảo tồn đất trồng và phục hồi cân bằng sinh thái trên toàn quốc. Bộ trưởng Nội vụ Harold L. Ickes đã thành lập Cục Dịch vụ Xói mòn Đất (Soil Erosion Service) vào năm 1933 do Hugh Hammond Bennett đứng đầu, sang năm 1935 nó được đổi tên thành Cục Bảo tồn Đất trồng (Soil Conservation Service) và đặt dưới quyền quản lý của Bộ Nông nghiệp Hoa Kỳ. Ngày nay, đây là cơ quan mang tên Cục Bảo tồn Tài nguyên Quốc gia (Natural Resources Conservation Service - NRCS). Theo khung kế hoạch của chương trình Chính sách Mới (New Deal), Quốc hội thông qua Đạo luật Cấp phát đất Nội địa và Bảo tồn Đất trồng (Soil Conservation and Domestic Allotment Act) vào năm 1936, yêu cầu các chủ đất chia sẻ phụ cấp của nhà nước với những công nhân làm việc trong ruộng vườn của họ, và việc trả phụ cấp sẽ do đích thân Quốc hội quyết toán nhằm bảo đảm cho việc bảo tồn đất trồng. Theo đạo luật, sự bình đẳng về giá cả nông sản và các mặt hàng mà người nông dân mua sẽ bị thay thế bởi sự bình đẳng về thu nhập của nông dân so với những người không làm nông. Như vậy, mục tiêu chính ở đây là tái cơ cấu lại tỉ lệ giữa sức mua của thu nhập thực trên đầu người trong lãnh vực nông nghiệp với thông số tương tự của những người không làm nông vốn tồn tại trong giai đoạn 1909-14.
Ngoài ra, Tập đoàn Điều chỉnh Thặng dư Liên bang (Federal Surplus Relief Corporation - FSRC) được thành lập vào năm 1933, khi dư luận phản ứng dữ dội về việc cơ quan chức năng cho tiêu hủy 6 triệu con heo và nhiều nông sản khác để tạo tình trạng khan hiếm nông sản nhằm nâng giá các mặt hàng này lên. Những vật nuôi kể trên thay vì tiêu hủy thì sẽ được giết mổ, rồi thịt của chúng được phân phối cho những người nghèo và những người đang chịu nạn đói:
| “      | Để tôi làm rõ điều này, vì lợi ích của hàng triệu người dân thành phố phải mua thịt để ăn. Vào năm ngoái, đất nước chúng ta đã hứng chịu một trận hạn hán với cường độ không thể so sánh được. Nếu như không có chương trình của Chính phủ, nếu như hệ thống cũ vẫn tiếp tục tồn tại trong những năm 1933 và 1934, hạn hán giáng xuống những vùng chăn nuôi trâu bò của nước Mỹ và xuống vành đai Ngô sẽ tạo ra những trâu bò gầy ốm trên thị trường, những con lợn không trưởng thành và cái chết của những con vật này trên đồng cỏ và trong nông trại; và nếu như hệ thống cũ vẫn còn hiệu quả trong những năm đó, đáng ra chúng ta phải có lượng dự trữ lớn hơn rất nhiều so với hiện nay. Chương trình của chúng tôi - và chúng tôi có thể chứng minh điều đó - đã cứu sống hàng triệu vật nuôi. Chúng vẫn còn ở trong trại, và nhiều triệu khác đã được làm thịt, đóng hộp và sẵn sàng phục vụ nhu cầu thực phẩm của đất nước này. | ” |
| — FDR, | |   |

FSRC đã phân phối các nông sản tới các tổ chức cứu trợ. Táo, đậu, thịt bò hộp, bột mì và thịt lợn đã được chia cho người dân thông qua các kênh cứu trợ, về sau có cả thêm các sản phẩm từ vải sợi bông. Ngoài ra, 3 triệu tấn than đá cũng đã được chuyển tới người thất nghiệp ở Wisconsin vào tháng 12 năm 1933 và vào tháng 9 năm 1934 có 692.228.274 pound (313.989.463 kg) lương thực được phân phối cho người thất nghiệp ở 30 bang.
Năm 1934, 525 triệu Mỹ kim được chi ra để cho vay khẩn cấp cho nông dân gặp nạn, bao gồm các gói cứu trợ như chi phí lương thực cho gia súc, cung cấp việc làm cho nông dân (xây hồ chứa nước, trồng cây chắn bão,...), vay vốn để mua giống cây trồng mới và xây dựng ruộng bậc thang chống xói mòn. Năm 1935, chính phủ liên bang thành lập Cục Dịch vụ Cứu trợ Hạn hán (Drought Relief Service - DRS) để phối hợp các hoạt động cứu trợ. Cục tiến hành thu mua vật nuôi ở những vùng được xác định là "khẩn cấp" với giá 14-20 Mỹ kim một con. Vật nuôi không thích hợp để tiêu thụ (chiếm đến hơn một nửa trong giai đoạn đầu thu mua) đều bị tiêu hủy, phần còn lại được chuyển cho FSRC để phân phát cho người dân trên toàn quốc. Mặc dù người nông dân khó từ bỏ đàn vật nuôi của mình, hành động thu mua này đã cứu nhiều nông dân thoát khỏi phá sản, vì thực chất người dân khó có khả năng giữ đàn vật nuôi của mình lâu hơn trong khi giá thu mua của chính phủ thì cao hơn so với giá ở thị trường địa phương.
Tổng thống Roosevelt cũng đã cho cơ quan bảo tồn tài nguyên tên là Binh đoàn Bảo tồn Dân sự (Civilian Conservation Corps - CCC) xây dựng Vành đai chắn gió Đại Bình nguyên một vành đai sinh thái quy mô cực lớn bao gồm hơn 200 triệu cây trồng chạy từ Canada tới Abilene, Texas nhằm ngăn chặn gió bụi, giữ nước và giữ đất không bị thất thoát đi. CCC cũng bắt đầu hướng dẫn nông dân các biện pháp canh tác mới nhằm bảo tồn đất trồng và chống xói mòn, tỉ như luân canh, trồng dải bao, cày bao, xây dựng ruộng bậc thang và một số phương pháp khác. Năm 1937, chính quyền liên bang bắt đầu tiến hành các biện pháp cưỡng ép người nông dân trong vùng bị ảnh hưởng phải sử dụng các biện pháp canh tác mới, và trợ cấp 1 Mỹ kim/mẫu Anh cho những nông dân gặp khó khăn trong việc thay đổi canh tác. Đến năm 1938, nỗ lực bảo tồn đất đai quy mô lớn đã gặt hái được thành quả khi số đất đai bị thổi bay giảm đến 65 phần trăm. Tuy nhiên, các trang trại vẫn không đủ khả năng cho ra một lượng nông sản lớn để cung cấp đời sống khấm khá. Cuối cùng, vào mùa thu năm 1939, mưa quay trở lại vùng Đại bình Nguyên, chấm dứt một thập kỉ hạn hán và gió bụi.
Những chương trình cải tổ áp dụng trong thời gian khó khăn đó đã giúp duy trì mối quan hệ tốt giữa nông dân với chính phủ Liên bang.
Một báo cáo năm 1935 của Ủy ban Hạn hán Tổng thống đã trình bày về gói cứu trợ của chính phủ trong thời gian 1934-35, bao gồm điều kiện địa phương, phương pháp cứu trợ, tổ chức, tài chính, và kết quả. Nhiều hiện vật cũng được ghi nhận trong báo cáo này.

## Ảnh hưởng trong văn hóa, nghệ thuật

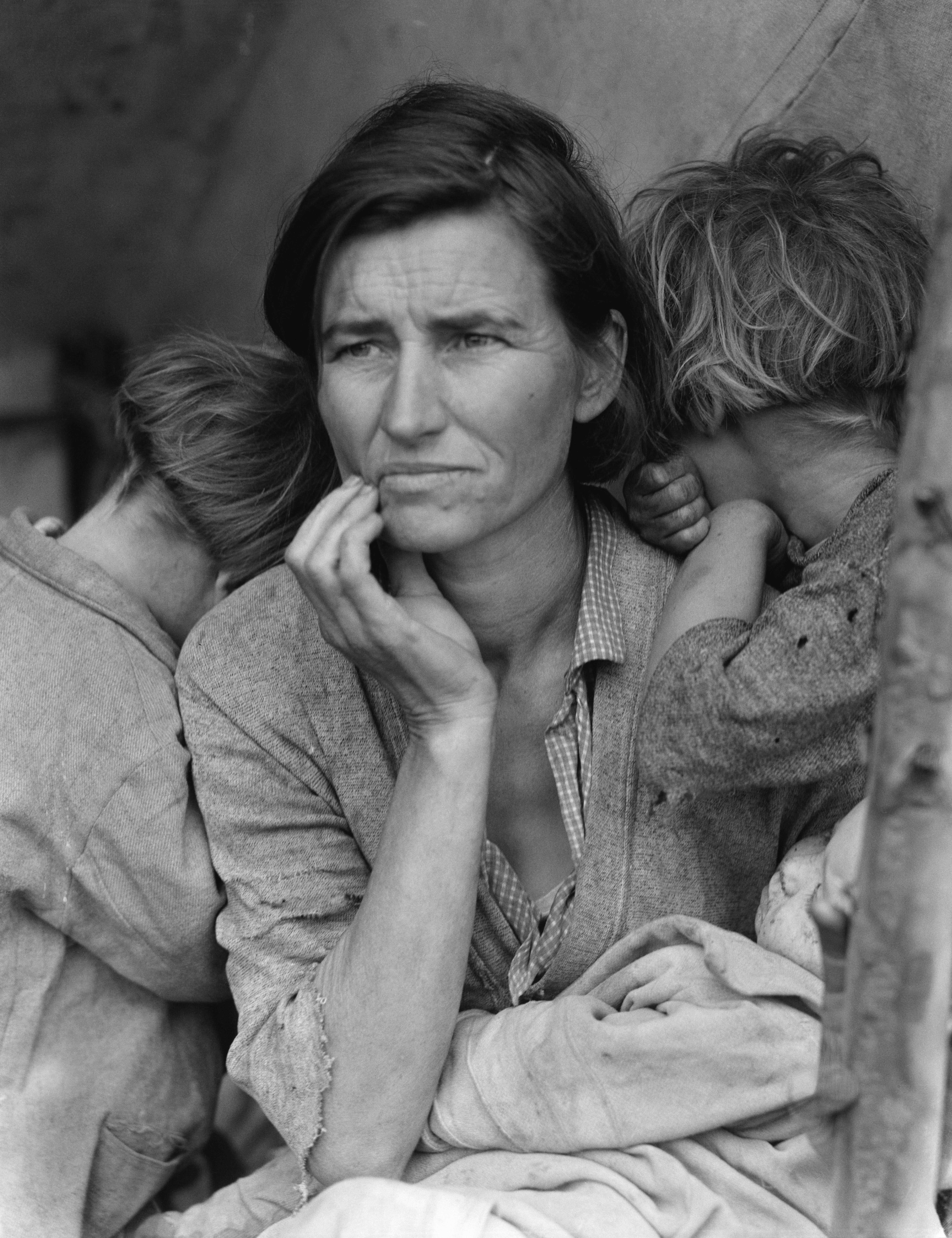
Bà Florence Owens Thompson, người phụ nữ trong bức ảnh nổi tiếng Destitute Pea Pickers in California. Mother of Seven Children. chụp bởi Dorothea Lange.

Thảm họa Dust Bowl được nhiều nhà văn, nhạc sĩ, nhiếp ảnh gia ghi nhận lại. Nhiều người trong số đó được các cơ quan chính phủ Hoa Kỳ tuyển dụng trong thời kỳ Đại Khủng hoảng kinh tế. Cục Quản trị An ninh Nông trại đã tuyển mộ nhiều nhiếp ảnh gia để ghi nhận lại những sự kiện xảy ra trong thời gian đó, điều này khiến sự nghiệp của nhiều nghệ sĩ được thăng tiến mạnh mẽ, tỉ như Dorothea Lange. Dorothea đã chụp lại những hình ảnh mang tính biểu tượng về những cơn bão bụi cũng như những người di dân, trong đó bức ảnh nổi tiếng nhất tên là Destitute Pea Pickers in California. Mother of Seven Children. miêu tả bà Florence Owens Thompson, một người phụ nữ với cái nhìn lo lắng và mệt mỏi đang ôm ba đứa con nhỏ của mình trong tay. Bức ảnh này đã gi nhận lại sự kinh hoàng của những cơn bão bụi và khiến nhiều người chú ý đến thảm họa này của quốc gia.
Đời sống cùng cực của người di dân trong sự kiện Dust Bowl đã được tiểu thuyết gia John Steinbeck miêu tả trong hai tiểu thuyết "của Chuột và Người" (Of Mice and Men - 1937) và "Chùm nho uất hận" (The Grapes of Wrath - 1939).. Nhạc sĩ nhạc đồng quê Woody Guthrie, cũng sáng tác các nhạc phẩm lấy cảm hứng từ sự kiện Dust Bowl và Đại Khủng hoảng.
Những di dân gốc vùng Đại Bình nguyên đã đem âm nhạc của họ tới những vùng đất mới. Đặc biệt, những du dân gốc Oklahoma xuất thân từ vùng thôn quê miền Nam đã mang những điệu nhạc đồng quê tới các khu vực khác, tỉ như California. Dòng nhạc Bakersfield hình thành khi nhạc đồng quê vùng Đại Bình nguyên du nhập vào các khu vực khác và thúc đẩy sự bùng nổ của các phòng khiêu vũ nhạc đồng quê cho tới tận thành phố Los Angeles ở miền Nam.